# Dirty Rotten Imbeciles
Dirty Rotten Imbeciles (D.R.I.) – amerykańska grupa muzyczna, której muzyka jest połączeniem hardcore punk z thrashmetalem. Styl ten nazwano później crossover thrash, D.R.I. obok Stormtroopers of Death, Suicidal Tendencies czy Cryptic Slaughter, jest grupą uważaną za prekursorów tego gatunku. Swoją nazwę zawdzięcza ojcu braci Brecht, który w ten niewyszukany sposób (dosł.: brudni, zgnili imbecyle) ochrzcił muzyków.

## Historia
Zespół powstał w 1981 roku w Houston w stanie Teksas w składzie Spike Cassidy (gitara), Kurt Brecht (śpiew), Eric Brecht (perkusja) oraz Dennis Johanson (gitara basowa). Pierwsze próby odbywały się w domu rodziców Brechta, niedługo potem 2 czerwca 1982 roku odbył się pierwszy koncert grupy w klubie Joe Star's OMNI w Houston. We wrześniu tego samego roku muzycy zarejestrowali pierwszy limitowany do 1000 sztuk minialbum zatytułowany Dirty Rotten EP, zawierający 18 minut muzyki w 22 utworach wydany na 7 calowym EP. Rok później wydany został już jako Dirty Rotten LP odnosząc znaczący sukces, a jednocześnie stając się inspiracją dla innych muzyków. 
W 1983 roku muzycy przeprowadzili się do San Francisco, gdzie między koncertami mieszkali w busie. Trudy życia w zespole sprawiły, iż opuścił go Dennis Johnson, który powrócił do Houston. Basistę zastąpił Sebastion Amok, z którym D.R.I. odbyli trasę Rock Against Reagan wraz z grupą Dead Kennedys. 
Niedługo potem z grupy odszedł Sebastion Amok, w którego miejsce pojawił się Josh Pappe. Kolejnym albumem było 4 utworowe EP pt. Violent Pacification wydane w 1984 roku, tuż po letniej trasie koncertowej Eric Brecht ożenił się i opuścił grupę. Zastąpił go na kolejne pięć lat Felix Griffin. 
Drugi studyjny album zatytułowany Dealing With It ukazał się w marcu 1985 roku. Podczas realizacji albumu Josh Pappe opuszczał kilkukrotnie zespół, którego podczas sesji zastępował znany z występów w grupie Offenders instrumentalista Mikey Offender, część utworów zrealizował jednak Cassidy, gdyż nowy członek grupy nie był w stanie nauczyć się w krótkim czasie nowych kompozycji. Utwory na nowym albumie mimo że zmierzające w swej stylistyce ku heavy metalowi, nadal były zakorzenione w nurcie hardcore. 
W rok później 26 kwietnia 1986 roku w Olympic Auditorium w Los Angeles, muzycy zrealizowali koncert na potrzeby wydawnictwa Live At the Olympic wydanego jeszcze tego samego roku na kasecie VHS. Trzeci album zespołu pt. Crossover ukazał się w 1987 roku, jego nazwa odnosiła się do gatunku muzycznego w jakim grupa wtedy się poruszała. Prasa określiła D.R.I. jako ten najbardziej znaczący w stylu crossover, łączący wpływy gatunków hardcore, punk oraz heavy metal. 
Kolejnym wydawnictwem grupy był zarejestrowany 27 czerwca 1987 roku w klubie The Ritz w Nowym Jorku koncert, wydany rok później na kasecie VHS pt. Live At The Ritz. Ponadto w 1987 roku jedna z kompozycji grupy ("Snap") została wydana na kompilacji pt. P.E.A.C.E.. W lutym 1988 roku muzycy weszli do studia by przygotować kolejny studyjny album pt. Four Of A Kind, w celach promocyjnych zrealizowano również teledysk do utworu pt. "Suit and Tie Guy", wydawnictwo dodatkowo poprzedził singel pt. Manifest Destiny i kolejny wydany już po premierze 4 albumu zatytułowany You Think For Yourself. Grupa również odbyła trasę koncertową po Europie, tuż po powrocie grupę opuścił Josh Pappe (został członkiem zespołu Gang Green), zastąpiony przez Johna Menora. 
Rok później, 16 września 1989 roku, wydany został album pt. Thrash Zone na którego potrzeby zrealizowano dwa teledyski ("Beneath the Wheel" oraz "Abduction"). W 1990 roku grupę opuścił Felix Griffin, którego zastąpił Rob Rampy, z którym w składzie dwa lata później zrealizowano album pt. Definition, wydanym przez Rotten Records wytwórnię należącą do Spikea Cassidyego. Do pochodzącego z albumu utworu pt. "Acid Rain" zrealizowano teledysk, który później wyemitowany w jednym z odcinków popularnego serialu animowanego Beavis and Butthead. Muzycy koncertowali przez większą część 1992 roku otwierając koncerty grupy Testament oraz jako headliner. 27 września tego samego roku grupa zrealizowała koncert w klubie Palladium w Hollywood wydanym dwa lata później (1994 roku) pt. Live. Wydawnictwo poprzedziło wydany w 1995 roku album pt. Full Speed Ahead. Tuż po wydaniu albumu grupę opuścił John Menor, który zastąpiony został przez wieloletniego przyjaciela zespołu Chumly Portera. W styczniu 1996 roku grupa wzięła udział w północnoamerykańskiej trasie koncertowej wraz z grupą Acid Bath, której koncerty otwierała. Kanadyjska cześć trasy mająca odbyć się w kwietniu tego samego roku została odwołana ze względu na oskarżenia o prowadzenie samochodu pod wpływem alkoholu obciążające Spike'a Cassidy i Roba Rampyego. 
W 1997 i 1998 roku grupa kontynuowała działalność podczas koncertów, które odbyły się m.in. w całej Europie i Ameryce Północnej oraz w marcu 1998 roku uruchomiła oficjalną stronę internetową (www.DirtyRottenImbeciles.com). W 1999 roku grupa ponownie odbyła północnoamerykańska trasę koncertową Social Chaos. Tego samego roku wydana została kompilacja ze wspomnianej trasy koncertowej pt. Social Chaos Tour na której znalazł się jeden utwór D.R.I. pt. "I'm The Liar". Niedługo potem grupę opuścił Chumly Porter zmęczony trudem życia na trasie koncertowej, zastąpił go Harald Oimoen pracujący wcześniej dla grupy jako fotograf, promotor oraz pracownik techniczny. 
W 2000 roku Spike Cassidy utracił wytwórnię Rotten Records na rzecz menedżera grupy Rona Petersona, który ostatecznie został zwolniony, w wyniku długiego procesu sądowego nagrania grupy jednak pozostały własnością muzyków. Jeszcze tego samego roku jako headliner odbyli trasę koncertową Millennium 2000 Tour oraz w 2001 roku The Old School Tour, której kulminacyjnym punktem był występ na Milwaukee Metal Fest. 
W 2002 roku w 20 rocznicę powstania grupy podpisała kontrakt płytowy z Beer City Records opiewający na wydanie reedycji wszystkich albumów oraz nowego wydawnictwa CD oraz DVD. Dla uczczenia kontraktu muzycy odbyli światową trasę koncertową m.in. po Europie, Japonii, Ameryce Północnej i Południowej, która trwała do 2003 roku kiedy to ukazała się pierwsza reedycja pt. The Dirty Rotten CD zawierająca oryginalny materiał z albumu pt. Dirty Rotten LP oraz 7 calowego EP Violent Pacification, wzbogacone o wcześniej nie publikowane utwory oraz wywiady z muzykami. Ponadto w 2003 roku ukazała się reedycja albumu Dealing With It. Album zawierał oryginalne nagrania oraz rzadkie utwory dodatkowe, w tym materiał video. 
W 2004 roku odbyła się kolejna trasa koncertowa po USA oraz Europie, po której zakończeniu zrealizowano album Live At CBGB’s wydany na płycie CD oraz DVD w 2005 roku. Muzycy podjęli również prace nad reedycją albumu Crossover, której nie ukończono ze względu na zły stan zdrowia Spikea Cassidy'ego. Przyczyną, jak się później okazało, był zdiagnozowany w marcu 2006 nowotwór. Tym samym działalność grupy została zawieszona do czasu ustąpienia dolegliwości jej lidera.

## Muzycy
| - Kurt Brecht - śpiew (od 1981) - Spike Cassidy - gitara (od 1981) - Harald Oimoen - gitara basowa (od 1999) - Rob Rampy - perkusja (od 1990) | - Chumly Porter - gitara basowa (1995-1999) - John Menor - gitara basowa (1990-1994) - Mikey Offender - gitara basowa (1985) - Josh Pappé - gitara basowa (1984, 1986-1989) - Dennis Johnson - gitara basowa (1981-1983) - Felix Griffin - perkusja (1985-1990) - Eric Brecht - perkusja (1981-1984) |

## Dyskografia

### Albumy
- Dirty Rotten LP (1983)
- Dealing With It  (1985)
- Crossover (1987)
- 4 of a Kind (1988)
- Thrash Zone (1989)
- Definition (1992)
- Full Speed Ahead (1995)

### Albumy koncertowe
- Live (1994)
- Live at CBGB's 1984 (2005)

### Minialbumy
- Violent Pacification (1984)
- The Dirty Rotten Power EP (2001)

### Single
- Manifest Destiny (1988)
- You Think For Yourself (1988)

### Dema
- Demo (1983)

### Kompilacje
- Greatest Hits (2001)
- The Dirty Rotten CD (2002)
- Skating to Some Fucked Up Shit (2008)

## Wideografia
- Live At The Ritz (1988, VHS, 2001, DVD)
- Live at the Olympic (1986, VHS)
- Live at CBGB's 1984 (2005, DVD)